# Eunica oreandra
Eunica oreandra är en fjärilsart som beskrevs av Hans Fruhstorfer 1909. Eunica oreandra ingår i släktet Eunica och familjen praktfjärilar. Inga underarter finns listade i Catalogue of Life.